# Monodictys epilepraria
Monodictys epilepraria is korstmosparasiet die behoort tot de onderstam Pezizomycotina. Het parasiteert op Lepraria. 

## Verspreiding
In Nederland komt Monodictys epilepraria zeer zeldzaam voor. Het is nieuw gevonden na 2012.